# Frederik van Zyl Slabbert
Frederik van Zyl Slabbert (* 2. März 1940 in Pretoria; † 14. Mai 2010 in Johannesburg) war ein südafrikanischer Politiker der Progressive Federal Party, Soziologe und Hochschullehrer.

## Leben
Slabbert kam mit einer Zwillingsschwester in Pretoria zur Welt. Ihre Eltern waren Barbara Zacharia Hagen (geb. Thyssen) und Petrus Johannes Slabbert. Als beide Kinder drei Jahre alt waren, ließen sich die Eltern scheiden. Nun lebte er bis zum siebten Lebensjahr bei seiner Mutter und zog dann wegen schwierigen Familienverhältnissen zur Familie Stakes, sein Onkel und seine Tante in Johannesburg. Zwei Jahre später besuchte er seine Großeltern auf einer Farm bei Pietersburg und blieb. Die Schulzeit begann an der Marabastad Farm School (später Eerstegoud Primary), setzte sie an der Pietersburg Primary School fort und matrikulierte schließlich 1958 mit sehr guten Noten an der Pietersburg High School. Während seiner Schulzeit spielte er in Cricket- und Rugby-Mannschaften.
Im Folgejahr schrieb er sich an der Witwatersrand-Universität für einen B.A. Classics mit dem Ziel ein, später in der Niederländisch-reformierten Kirche in Südafrika (DRC) als Priester tätig zu werden. Weil hier kein Kurs in Hebräisch angeboten wurde, wechselte er während des zweiten Studienjahres an die Universität Stellenbosch und vollendete hier 1961 den Bachelor, hauptsächlich in den Sprachfächern Afrikaans/Niederländisch und Soziologie. Er ließ sich an dieser Universität für einen B. Div. und B.A. (Hons) in Soziologie registrieren. Seiner Neigung für den Sport folgte Slabbert auch hier als sehr aktiver Rugby-Spieler, wobei er 1962 in der Liga der Western Province mitwirkte. Im Jahre 1963 konzentrierte er sich auf einen Mastergrad in Soziologie und gab während dieser Zeit die Theologiestudien auf. Den Master erlangte Slabbert 1964 mit cum laude. Danach wirkte er befristet als Junior lecturer am Department of Sociology seiner Universität. Schon 1965 wurde er Dozent für Soziologie und promovierte 1967 zum Ph.D. mit einer Arbeit über Untersuchungsmethoden in seinem Wissenschaftsbereich.
Nach Tätigkeiten als Dozent und Promotion wurde er 1973 Professor für Soziologie an der University of the Witwatersrand.
1974 wurde er in das südafrikanische Parlament gewählt, wo er neben Helen Suzman zunächst der einzige Gegner der Apartheid unter den Abgeordneten war. Er trat der Progressive Party bei, die 1977 zur Progressive Federal Party (PFP) wurde. 1979 wurde er Parteivorsitzender. Bei der Parlamentswahl 1981 erreichte die Partei 26 Parlamentssitze. 1986 zog er sich aus dem Parlament zurück, um außerparlamentarische Oppositionspolitik zu betreiben. So organisierte er ein Treffen von 60 einflussreichen weißen Südafrikanern mit Spitzenpolitikern des damals verbotenen African National Congress (ANC) in Dakar, die Dakar-Konferenz, und Leverkusen mit finanzieller Unterstützung der Friedrich-Naumann-Stiftung. Seit 1988 gehörte er zum Direktorium der oppositionellen Zeitung Vrye Weekblad.
In den 1990er Jahren war van Zyl Slabbert unter anderem Vorsitzender der Johannesburger Börse, daneben war er für den südafrikanischen Ableger des Open Society Institute tätig.
2008 bis 2009 war er Chancellor der Universität Stellenbosch.

## Werke
- (mit David J. Welsh): South Africa’s options. Strategies for sharing power, 1979, ISBN 0-312-74696-2.
- (als Herausgeber): South Africa. Dilemmas of evolutionary change, 1980, ISBN 0-86810-028-5.
- The last white parliament, 1985, ISBN 0-86850-113-1.
- The quest for democracy. South Africa in transition, 1992, ISBN 0-14-015853-7.
- (mit Heribert Adam und Kogila Moodley): Comrades in business. Post-liberation politics in South Africa, 1997, ISBN 0-624-03601-4.

## Ehrungen
2014 wurde van Zyl Slabbert postum mit dem Order of the Baobab in Silber ausgezeichnet.